# Erwin Jaisli
Erwin Jaisli (Zurique, 28 de janeiro de 1937) é um ex-ciclista suíço. Competiu nos Jogos Olímpicos de Verão de 1960 em Roma, onde foi membro da equipe suíça que terminou em nono lugar nos 100 km contrarrelógio por equipes. Também competiu nos Jogos Olímpicos de Tóquio 1964.